# Significant Other (opera teatrale)
Significant Other è un'opera teatrale del drammaturgo statunitense Joshua Harmon, debuttata a New York nel 2015.

## Trama
La pièce racconta la vita di quattro amici che nella New York odierna si avvicinano alla trentina e della loro ricerca dell'anima gemella. Jordan è gay e per lui trovare il principe azzurro è molto difficile: le cose peggiorano quando una per una le sue migliori amiche si innamorano e sposano. La nonna prova a confortare il ragazzo, che fa una scenata alla sua migliore amica quando scopre che anche lei si sta per sposare. Alla fine, i due si riappacificano, ma vedere anche l'ultima delle sue amiche trovare l'anima gemella fa sentire Jordan ancora più solo e sofferente.

## Produzioni principali
La pièce debuttò il 16 maggio 2015 al Laura Pels Theatre dell'Off Broadway, in una produzione della  Roundabout Theatre Company diretta da Trip Cullman. Il cast comprendeva Gideon Glick (Jordan Bernman), Barbara Barrie (Helena Berman), Lindsay Mendez (Laura), Sas Goldeberg (Kiki) e Carra Paterson (Vanessa).
La pièce ottenne recensioni molto positive, sia per la scrittura di Harmon che per l'interpretazione di Glick. Il 2 marzo 2017 il dramma fu riproposto al Booth Theatre Broadway, con anteprime dal 14 febbraio; il cast rimase invariato, con l'eccezione di Rebecca Naomi Jones che rimpiazzò Carra Paterson nel ruolo di Vanessa. Significant Other rimase in scena al Booth Theatre per 61 repliche, fino al 23 aprile 2017 e Glick fu candidato al Drama League Award per la sua interpretazione.
Una lettura pubblica del dramma è andato in scena al Marlene Meyerson JCC di New York il 31 gennaio 2019, con la regia di Daniella Caggiano. Il cast includeva: Ethan Slater (Jordan), Midori Francis (Laura), Latoya Edwards (Vanessa), Cathryn Wake (Kiki), Kathryn Kates (Helene) ed Isaac Powell (Zach/Evan/Roger).